# Brettmühle (Johanngeorgenstadt)

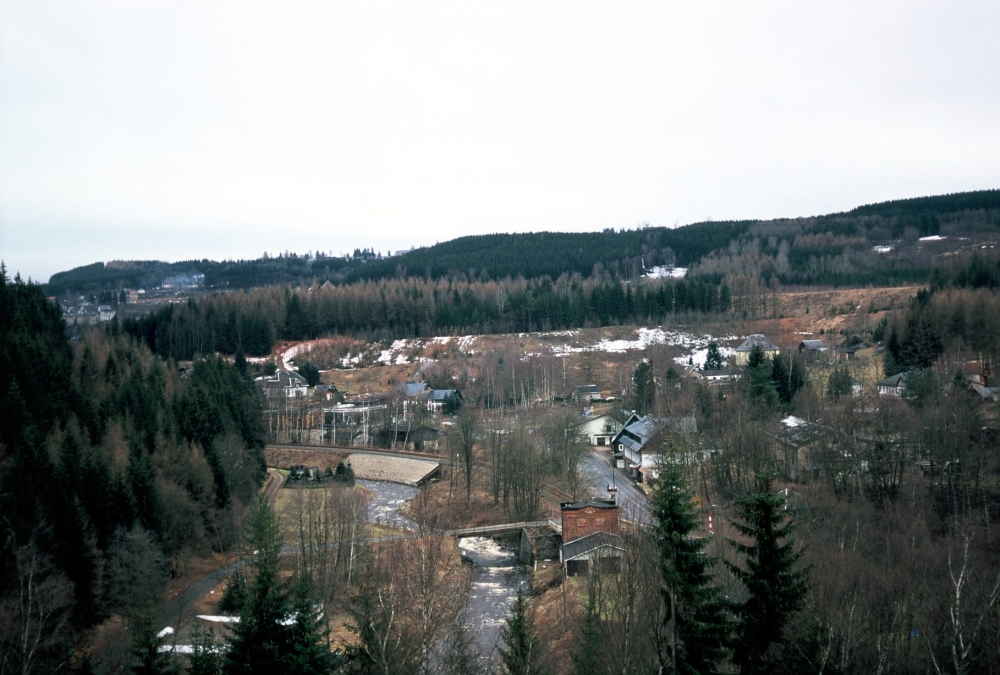
Blick zur früheren Brettmühle

Die Brettmühle, zeitgenössisch auch Commun Bretmühle, war eines der ältesten Gebäude von Johanngeorgenstadt im sächsischen Erzgebirge im heutigen Ortsteil Steigerdorf.
In der Stadtgründungsurkunde vom 23. Februar 1654 (a. St.) war den böhmischen Exulanten der Bau einer Brettmühle gestattet worden. Dies wurde in den Stadtprivilegien Johanngeorgenstadts am 14. März 1656 bestätigt.
Zur Gewinnung von Baumaterial für die neue Stadt am Fastenberg suchten die Exulanten bereits im Mai 1654 einen geeigneten Platz für ein Sägewerk. Die Wahl fiel auf den Unterlauf des Kirschbächels, unmittelbar bevor dieses in das Schwarzwasser mündete.
Finanzielle Mittel schoss dafür Gabriel Hammerdörffer (1616–1683) vor.
Der Standort gehörte allerdings zum Revier eines Berghauses, das bereits vor der Erbauung von Johanngeorgenstadt existierte und der Fels oder das Felshaus genannt wurde. Dieses Felshaus, dessen Nachfolgebau heute noch vorhanden ist, gehörte zum damaligen Zeitpunkt dem Annaberger Stadtphysikus Franziskus Hegenwald, der den Exulanten aus Freizügigkeit und Mitleid den Bau einer Brettmühle auf seinem Grundstück genehmigte, so das sogleich mit den Bauarbeiten begonnen werden konnte.
Allerdings verkaufte Hegenwald bereits am 20. Juni 1654 das Felshaus für 180 Taler an den Hammerwerksbesitzer Caspar Wittich. Der neugebildete städtische Rat von Johanngeorgenstadt war bestrebt, das Felshaus selbst zu erwerben und nahm Kaufverhandlungen mit Caspar Wittich auf, der sich nach fünf Jahren zum Verkauf bereit erklärte. 1659 ging das Felshaus zum Preis von 157 Taler 12 Groschen in städtischen Besitz über. Dazu gehörte damals auch die Grube St. Wolfgang Stolln, die auf dem Grundstück des Felshauses lag. Da es Schwierigkeiten mit der Zahlung des Kaufpreises gab, sah sich der Stadtrat gezwungen, dass Felshaus bereits am 8. Dezember 1659 an den Bergarbeiter Oswald Solbrich zu verkaufen, der dafür 115 Taler zahlte.
Im städtischen Besitz blieb allerdings die neuerbaute Brettmühle, deren Baukosten sich auf 208 Taler, 7 Groschen und 10 Pfennig beliefen. Das Holz der unweit entfernt liegenden Pochwerkruine wurde als Baumaterial für die städtischen Brettmühle genutzt.
Das Sägewerk amortisierte sich jedoch schon bald, da der Bedarf an bearbeiteten Brettern und weiterem Baumaterial enorm war. Aufgrund der kurfürstlichen Privilegien durfte das Bauholz für zehn Jahre bis 1664 unentgeltlich aus den kurfürstlichen Wäldern genommen werden. Diese Genehmigung wurde sehr weit ausgelegt und der mittlere Fastenberg oberhalb der Brettmühle fast vollständig abgeholzt. So entstanden die noch heute dort bis hinauf zur Eibenstocker Straße reichenden Freiräume und Wiesenbereiche, das später sogenannte Külliggutgelände. Mehrere Protestschreiben von Forstleuten belegen diesen Raubbau an der Natur.
Nachdem ab 1664 die aus den kurfürstlichen Wäldern genommenen Baumstämme bezahlt werden mussten, beschränkte man sich auf die Holzentnahme hauptsächlich aus dem Rats- und Kommunalwald.
Die Ratsbrettmühle wurde Ende des 19. Jahrhunderts von Julius Beyreuther übernommen und von diesem für Fabrikationszwecke genutzt. Daher erhielt die sich dort bildende Werksiedlung auch den Beinamen Ortsteil Beyreuther. Die stark umgebauten Gebäude werden heute anderweitig genutzt.